# Nikolaï Valouïev
Pour les articles homonymes, voir Valouïev.
Nikolaï Sergueïevitch Valouïev (en russe : Николай Сергеевич Валуев), né le 21 août 1973 à Léningrad (Union soviétique), est un boxeur et homme politique russe. Il mesure 2,13 m (d'où son surnom de géant russe), pèse autour de 148 kg et chausse du 54.
Le 2 avril 2010, Valouïev a rejoint le parti Russie unie. Lors des élections législatives russes de 2011, il est élu député à la Douma.

## Carrière
Le 17 décembre 2005, il bat John Ruiz et devient champion du monde poids lourds WBA. Le 8 octobre 2006, il conserve son titre en battant l'américain Monte Barrett par arrêt de l'arbitre au 11e round. Valouïev avait déjà envoyé son rival au tapis à deux reprises avant l'arrêt du combat. C'était la première défense de son titre mondial.
Il remporte ensuite une nouvelle victoire par KO aux dépens de Jameel McCline avant d'être battu aux points par Ruslan Chagayev le 14 avril 2007.
En septembre, il gagne contre Jean-François Bergeron par décision unanime puis contre Sergueï Lyakhovich le 16 février 2008, ce qui lui permet de combattre à nouveau pour un titre mondial. Le 30 août 2008, il reconquiert à Berlin la ceinture de champion du monde des poids lourds WBA contre John Ruiz après une victoire aux points. Il conserve sa ceinture le 20 décembre 2008 à Zurich en battant par décision majoritaire Evander Holyfield, 46 ans, au terme d'un combat indécis dans lequel l'américain assène les coups les plus nets mais qui restent trop rares pour détrôner Valouïev. La décision fera cependant scandale, beaucoup ayant vu Holyfield gagner. À la fin du combat, le public acclamera ce dernier et choisira de huer la victoire de Valouïev.
Il perd son titre le 7 novembre 2009 devant David Haye aux points (114:114, 112:116, 112:116).

## Carrière politique
Depuis 2011, Nikolaï Valouïev siège à la Douma (chambre basse du parlement russe) comme élu du parti pro-gouvernemental Russie unie.  
Le 19 juillet 2018, il vote en faveur du très impopulaire projet de réforme des retraites (ru) qui prévoit de repousser l'âge légal de départ à la retraite (inchangé depuis 1932) de 8 ans pour les femmes (63 contre 55) et de 5 ans pour les hommes (65 contre 60),.
Le 15 février 2022, Nikolaï Valouïev fait partie des 351 députés de la Douma à voter en faveur de la résolution no 58243-8 demandant au président Vladimir Poutine de reconnaître diplomatiquement les républiques populaires de Donetsk et de Lougansk. À ce titre, il est sanctionné par l'Union européenne le 23 février 2022 (soit le surlendemain de l'acceptation de la demande de la Douma). Depuis cette date, il ne peut plus voyager dans l'UE, en recevoir de l'argent et ses avoirs potentiels y sont gelés.

## Autres activités
Il est le directeur général de l'équipe russe de bandy et coprésente la version russe de Fort Boyard.